# Парламентские выборы на Арубе (1985)
Выборы в парламент Арубы I-го созыва прошли 22 ноября 1985 года. Выборы были проведены в связи с переходом Арубы с 1 января 1986 года в статус полунезависимого государства.

## Итог
| Состав I-го созыва Парламента Арубы   | Состав I-го созыва Парламента Арубы | Состав I-го созыва Парламента Арубы | Состав I-го созыва Парламента Арубы | Состав I-го созыва Парламента Арубы |
| Партия                                | Голосов                             | %                                   | Мест                                | Изменение                           |
| ------------------------------------- | ----------------------------------- | ----------------------------------- | ----------------------------------- | ----------------------------------- |
| Народное избирательное движение       | 13 786                              | 57,9                                | 8                                   | ▼5, 20,3 %                          |
| Народная партия Арубы                 | 11 480                              | 22,6                                | 7                                   | ▲2, 6,7 %                           |
| Патриотическая партия Арубы           | 4499                                | 12,3                                | 2                                   | ▬ без изменений                     |
| Демократическая партия Арубы          | 3661                                | 10,0                                | 2                                   | ▲2, 5,3 %                           |
| Национальное демократическое движение | 3216                                | 8,8                                 | 2                                   | ▬ новая партия                      |
| Прочие партии                         | 0                                   | 0,00                                | 0                                   | ▼0, −4,5 %                          |
| Общий результат                       | 35 898                              | 100                                 | 21                                  | ▬ без изменений                     |